# 赤城の子守唄
「赤城の子守唄」（あかぎのこもりうた）は昭和9年（1934年）2月に日本ポリドール蓄音器株式会社（のちのポリドール）により発表された歌謡曲の題名。作詞は佐藤惣之助。作曲は竹岡信幸。東海林太郎が歌った。

## 概略
この曲は、幕末の侠客国定忠治を主題とした松竹制作の時代劇映画『浅太郎赤城の唄』（高田浩吉主演）の主題歌として作られた。哀愁ある旋律と歌詞は大ヒットし、東海林太郎の出世作となった。曲の人気さは物すごく、松竹も映画のタイトルを『赤城の子守唄』に変えた途端、大入りになったほどである。のち春日井梅鴬によって浪曲としても広まった。東海林にとっては思い入れの深い曲で、重要なレパートリーの一つとして生涯歌い続けた。
昭和8年（1933年）12月に作詞。昭和9年（1934年）1月に東海林がレコードに吹き込み、同年2月にレコード発売。その人気ぶりから、蓄音機の普及台数が100万台の時代にレコードが50万枚売れたともいわれる。
この歌のストーリーは、講談や浪曲、映画で有名なもので、国定忠治の命を受けた子分の板割の浅太郎は、裏切りの罪で、忠治の友人御室の勘助を殺害する。だが勘助は死の間際に、裏切りは忠治を救うためのものであったと釈明。遺児の勘太郎の面倒を託して果てる。浅太郎は父の死を知らない勘太郎を抱いて勘助の首を抱えて忠治に事の仔細を告げ、忠治も身の不明を恥じて勘太郎を連れて逃亡の旅に出るというものである。

## エピソード
元々、竹岡信幸は関屋敏子の吹き込んだ『江戸子守唄』が好きであり、以前から子守唄のようなものを作りたいとポリドールの文芸部長に打診していた。上述の映画主題歌として、昭和8年（1933年）10月に佐藤惣之助の作詞を受け取った竹岡は、国定忠治の名前をあえて外し、父親が歌う子守唄というイメージで作曲に取り組んだ。
レコード吹き込み時のメンバーには、ピアノが山田栄一、バイオリンが桜井潔、三味線が杵屋定之丞がいた。山田はのちに東海林の代表作である『すみだ川』を作曲し、定之丞は最晩年まで東海林のステージの伴奏をつとめた。
東海林はステージで浅太郎の扮装で「赤城の子守唄」を歌い、後年の燕尾服で直立不動のスタイルとは違ったものであった。この時勘太郎に扮して背中に抱かれていたのが、子役の高峰秀子であった。のち、これが縁で、東海林は高峰を溺愛し養子に迎えようとして高峰側とトラブルを引き起こすことになった。
東海林はこの曲をNHK紅白歌合戦で2度（第7回（1956年）と第16回（1965年））で歌唱しており、後者は自身最後の出場での歌唱となった。また、東京12チャンネル（現：テレビ東京）の『なつかしの歌声・年忘れ大行進』でも第1回（1968年）から第3回（1970年）まで、3年連続で歌っている。

## シングル収録曲
オリジナル盤SPレコード（ポリドール S-65）
1. 赤城の子守唄
作詞：佐藤惣之助、作曲：竹岡信幸、歌：東海林太郎、伴奏：日本ポリドール管弦楽団
下加茂オール・トーキー「浅太郎赤城の唄」主題歌
2. 赤城の唄
作詞：佐藤惣之助、作曲：山田栄一、歌：新橋喜代三、伴奏：日本ポリドール管弦楽団
下加茂オール・トーキー「浅太郎赤城の唄」主題歌

## 浪曲化
もともと浪曲の題材としても有名であったストーリーではあるが、東海林太郎の同作のヒットを受け、さらに逆輸入の形で「赤城の子守唄」として春日井梅鴬が演じ、彼の代表作のひとつとなった。

## テレビドラマ
本曲や浪曲を題材としたテレビドラマが、1973年3月8日に日本テレビ系列の単発時代劇『ご存知時代劇』で放送された。主演は歌手：村田英雄。また監督は松竹のドリフ映画で知られる渡辺祐介。

### 出演者
- 国定忠治：村田英雄
- 藤岡弘
- 山田太郎
- 嵐寛寿郎
- 外山高士
- 富田仲次郎
- 北原義郎
- 小林伊津子
- 亀石征一郎
- 服部哲治

### スタッフ
- 原作：行友李風
- 脚本：杉山義法
- 監督：渡辺祐介

| 日本テレビ系列 ご存知時代劇 | 日本テレビ系列 ご存知時代劇 | 日本テレビ系列 ご存知時代劇    |
| 前番組                      | 番組名                      | 次番組                         |
| --------------------------- | --------------------------- | ------------------------------ |
| 伊豆の佐太郎 （1973.3.1）   | 赤城の子守唄 （1973.3.8）   | ねずみ小僧次郎吉 （1973.3.15） |